# Імам Алі аль-Гаді
Алі аль-Гаді (араб. علي بن المؤيد; 1345/46— 6 вересня 1432) – імам Зейдитської держави в Ємені. Імамат було проголошено одночасно з Алі аль-Мансуром бін Салах-ад-Діном.